# Состояние сердца
«Состояние сердца» (Heart Condition) — американский кинофильм.

## Сюжет
Лос-анджелесский полицейский Джек Муни — расист по убеждению. Можно представить его недовольство, когда он, придя в себя после трансплантационной операции узнает, что ему пересажено сердце негра. И не простого негра, а личного врага Джека — убитого накануне адвоката, связанного с преступным миром. И можете представить бешенство Джека, когда негр начинает изводить его даже после своей смерти, являясь к полицейскому в качестве призрака. Адвокат был сбит машиной и теперь является детективу в виде привидения, которое заставляет его расследовать обстоятельства убийства адвоката.

## В ролях
- Боб Хоскинс
- Дензел Вашингтон
- Хлоя Уэбб
- Роджер Э. Мосли
- Алан Рачинс
- Рэй Бэйкер
- Джеффри Мик
- Ева ЛаРю Каллахан
- Фрэнк Р. Роач
- Тереза Рэндл